# 劉天華
劉天華（1895年2月4日—1932年6月8日），原名刘寿椿，江蘇江陰南沙镇马桥村殷家埭（今属苏州市张家港市）人，中國近代作曲家、演奏家及音樂教育家。清末秀才劉寶珊之子，詩人刘半农之弟，音樂家刘北茂之兄。

## 生平
入讀翰墨林兩等小學堂，開始接觸西方思想。自幼受到家鄉豐富的民間音樂熏陶。1909年考取常州府中學堂，加入學校的步操樂隊，學習小號及長笛。1911年辛亥革命爆發，劉天華回江陰，參加「江陰反滿青年團」，執掌軍號。1912年隨劉半農到上海，工作於開明劇社，業餘加入萬國音樂隊，並學習鋼琴和小提琴，開始接觸西洋作曲理論。1914年，因開明劇社停辦而失業回澄，先後於華墅華澄小學和城區澄西小學任教音樂。1915年春季喪父。同年秋季在學校成立軍樂隊及絲竹樂隊。1916年，21歲時與殷尚真結婚。1917年，學校絲竹樂隊聘得周少梅指導，劉天華向其學習二胡及琵琶。曾至南京向崇明派琵琶名家沈肇州學習，再至河南學古琴。其後在江陰組織國樂研究會，與當地國樂同好研究二胡、琵琶、絲竹及鑼鼓等，曾邀周少梅、黃致君、澈塵和尚等數十人公開演奏。1922年至北京大學音樂研究會任教，一方面隨燕大音樂系教授Suth Stahl學習作曲，並向俄籍小提琴家Tornff學習小提琴。並追隨Bliss Wiant學習和聲學。同時期，在家組織北京大學、女子師範大學的學生研習昆曲，又學習三弦拉戲，並不時研究欣賞京劇。他曾於北京經營一家售賣樂器及樂譜等的商店，名為中華樂社。1931年，為高亭公司灌錄《病中吟》、《空山鳥語》、《歌舞引》、《飛花點翠》。
1932年在北京天橋聽鑼鼓樂而染上猩紅熱逝世，得年37歲。

## 音樂思想

### 對於中西音樂的看法
劉天華寫有一篇未完成的文章〈中西音樂的爭執問題〉，文中批評主張西樂一無可取以及完全輕視國樂的人，他認為對於中、西音樂，不應囿於片面之見，而要全面、平心靜氣地來討論。以音樂能否由作者「達意」、聽者「感應」，因而能行之久遠來評斷中西音樂，而不以「古今」或「繁簡」判斷。
他認為國樂聲音純正，為西樂所不及，又認為中國人較能親近自身的音樂，因此不能完全用西樂取代，這是他提倡改革國樂而不以西樂取代國樂的重要原因。

### 音樂的目的
劉天華提到「不論那種樂器那種音樂，只要能給人們精神上些少的安慰，能表視一些藝術的思想，都是可貴的」他認為音樂的重要目的，在表達情感以使聽者感動，並且能夠普及於大眾，不只「為貴族們的玩具」。

### 國樂的改進
民國時期初年，劉天華見到中國音樂發展的垂危，因而主張進行國樂改進。他反對完全以西樂來取代中國音樂，認為西樂雖完善成熟，但不能削足適履的把它用在中國人的意識性格之間。同時，他認為身為一個中國音樂家，不僅要守住自身的傳統，更要把中國音樂的好處發揚光大到世界。
他認為不能以「復古守舊」或「全盤西化」改進國樂，而主張「必須一方面採取本國固有精粹，一方面容納外來潮流，從中西的調合與合作中打出一條新路來，然後才能說得『進步』兩個字」。要「介紹西樂，以為改進中樂的輔助，並想效法西樂，配合複音，並參用西洋樂器」，再「從創造方面去求進步」。

## 國樂改進的努力和成就

### 國樂改進的計划
1927年，他在北京聯合蕭友梅、楊仲子等人，創立國樂改進社，以期開始國樂改進的工作，他在幾篇文章中，對國樂改進提出了具體的計劃，內容包括：探查及保存故有好的即將失傳的樂曲、曲譜及樂器；訪問在世之音樂大師；改良記譜法、整理演奏法，編成有系統的書籍；組織樂器廠改良樂器；介紹以西樂為改進、創新國樂之輔助；發行刊物及創設音樂學校以推廣工作成果；創設研究所以進一步研究創新國樂。
然而彼時正值軍閥割據時期，極度缺乏經費，他提出了最重要而急於舉辦的，是保存及研究中國音樂尤其是將失傳的宮廷音樂、民間音樂；刊行音樂雜誌、辦國樂教育及樂器的製造及改進，準備創造其心目中新生國樂。

### 改良樂器
對二胡、琵琶進行改革：二胡方面，從製作材料、技術上進行改變及定制，以期改善音色和音量，調整定弦，發展把位概念，以提高二胡的表現力。琵琶方面，依十二平均律增加相和品，大幅提升音準，並能演奏半音音階。並與樂器製作廠商合作發展，以期達到推廣的效果。

### 改良記譜法
記譜法的改進，是劉天華相當重視的一環。他認為中國音樂的衰微，是因為樂譜無法「完整」記錄古代音樂所間接造成。他首先大力推廣五線譜用於中國音樂之上，如他在1930年，為當時將赴美國演出的京劇名家梅蘭芳，花了數月時間以聽寫完成五線譜的《梅蘭芳歌曲譜》。他將五線譜中一些記譜法如節奏、指法、強弱等記號加入工尺譜，並以此方式整理出《瀛州古調新譜》、《佛曲譜》及《安次縣哨子曲譜》等記錄古樂及民間音樂的樂譜。

### 音樂創作
在他所作的曲上，可以看到融合中西而創新的影子，並且和當時的時代背景和其心境思想相契合。如二胡曲《光明行》，藉此曲表達對國樂改革的期望，並藉此雄壯有力的樂曲否定中国音樂萎靡不振的觀點；此曲亦保有中國的風格，在轉調、結構、演奏技術上則採用一些西洋音樂要素。他一共創作了10首二胡曲（後被稱作劉天華十大名曲），47首二胡練習曲、3首琵琶曲（《歌舞引》、《改進操》、《虛籟》）、15首琵琶練習曲、以及器樂合奏《變體新水令》等，皆為融合中西之作，這些樂曲對於後來國樂作曲的發展有著引導性的作用。他採集編纂《梅蘭芳歌曲譜》、《安次縣吵子會樂譜》(未出版)、《佛曲譜》(未出版)。

### 音樂推廣
劉天華希望音樂能夠普及於大眾並提昇水準，因此對音樂的推廣及教育十分重視。自19歲起，天華即開始在中小學教授音樂。後前往北京，任教於北京大學音樂傳習所及北京女子高等師範學院音樂系，後又在北京藝專教音樂，主授二胡、琵琶及小提琴等，他編寫了南胡及琵琶的練習曲各一本，以使學生能按部就班學習；蔣風之、陳振鐸等二胡名家都是他的學生。
1927年北京大学音乐传习所对外关闭，但北大特聘刘天华为学生沈仲章教授二胡。约一年后，刘天华引导沈仲章等人组建北京大学音乐学会，受聘出任导师。 （页面存档备份，存于） 北大音乐学会接收了原传习所的屋舍与乐器，聘请杨仲子、陈德义、郑颖孙、赵丽莲等诸多导师教乐理、古琴、歌剧、昆曲及其他，成为北京地区音乐活动的一个重要基点。
此外他曾計劃國樂的義務教育，由國樂改進社的社員擔任教師，以推廣國樂的學習。其後又籌辦暑期音樂學校，對於一般人民有興趣習音樂者，亦不計代價教導。而改進社也不時舉辦音樂會以推廣音樂。他並且演奏錄製了二胡和琵琶的唱片2張，作為保存與推廣國樂之用。

### 中國傳統音樂的保存和研究
他對於中國古代的音樂及樂律學有所研究，以期能建立一套中國的音樂學。此外，對宮廷音樂、民間音樂等也努力探訪保存，他經常到街上有人賣藝、表演之處，觀賞、學習並記錄民間音樂，曾將民間藝人請回家討教，對於說唱、鑼鼓、民歌小調等曲譜，無不收集。

### 劉天華在近代中國音樂史上的地位
在中國近代，主張學習西樂以改進國樂的這種思想，並非由劉天華最早提出，早在1903年匪石寫的〈中國音樂改良說〉一文中就已提出此說，而當時如蕭友梅、黃自等音樂家也同樣有這想法，並在音樂的改革上有所成就。然而，當時如劉天華般擅長中、西樂，並深入瞭解中國傳統音樂的人十分少，因此他在國樂的創造改進上，能夠奠基於中國音樂之上，而能有不凡的成績。
另一方面，中國流傳廣泛的各種民間音樂，在當時受到知識分子的輕視，地位低落，劉天華因此整理保存了不少民間音樂，並將其融入其音樂當中。此後，音樂家對於民間音樂的重視日漸提高，造成在後來的國樂發展中，民間音樂為一重要的部分。
他改革二胡制式、創作10首獨奏曲以及建立有系統的二胡教學法，豐富二胡音樂的內涵，使之成為獨奏樂器，改變中外人士對二胡的觀念。也因此進入高等音樂教育之中，從此在中國音樂中的重要性大為提昇。
劉天華雖然未能「讓國樂與世界音樂並駕齊驅」，然而對於近現代國樂的發展開啟了很好的道路。

## 劉天華的學生
- 沈仲章
- 曹安和
- 王君儀
- 韓權華
- 蕭伯青
- 吳伯超
- 陳振鐸
- 蔣風之